# Yutaka Taniyama
Yutaka Taniyama (jap. 谷山 豊, Taniyama Yutaka, eigentlich Taniyama Toyo; * 12. November 1927 in Kisai bei Tokio; † 17. November 1958 in Tokio) war ein japanischer Mathematiker.

## Leben
Taniyama wuchs als Sohn eines Landarztes in Kisai, einem kleinen Dorf bei Tokio auf. Seine Schullaufbahn verzögerte sich, da er an Tuberkulose erkrankte und die Schule deshalb zwei Jahre aussetzen musste. 1953 graduierte er an der Universität Tokio und wurde dort danach Forschungsstudent und Assistenzprofessor. Gemeinsam mit seinem Freund Gorō Shimura – der viele seiner Arbeiten nach seinem Tod fortsetzte – stellte er 1955–1957 die Taniyama-Shimura-Vermutung auf; diese besagt, dass die L-Funktionen elliptischer Kurven über den rationalen Zahlen immer auch über Modulformen ausgedrückt werden können. Die Ausformulierung und die Propagierung der Wichtigkeit dieser Vermutung stammt von André Weil (deshalb wird auch manchmal sein Name an die Vermutung angehängt), der Shimura und Taniyama 1955 auf einer Konferenz über algebraische Zahlentheorie in Tokio begegnete. Diese Vermutung lieferte ein wichtiges Element im Beweis des Großen Fermatschen Satzes durch Andrew Wiles (1995) und wurde 1999 vollständig bewiesen.
Unter ungeklärten Umständen und anscheinend ohne Anlass beging Taniyama Suizid, fünf Tage nach seinem 31. Geburtstag und mitten in den Vorbereitungen für seine Hochzeit. Er hinterließ einen Abschiedsbrief, in dem er angab, der Impuls zur Selbsttötung sei ihm spontan und auch für ihn selbst unverständlich gekommen. Weniger als einen Monat später folgte ihm seine Verlobte Misako Suzuki in den Tod.
Sein Freund Shimura charakterisiert ihn in einem Nachruf als zurückgezogen lebend und im Wesentlichen nur an Mathematik interessiert (gelegentlich ging er auch ins Kino oder hörte klassische Musik – besonders Beethovens 8. Symphonie).

## Literarische Verarbeitung
Die Figur des Mathematikers Makoto Kurabashi in Michael Köhlmeiers Roman „Abendland“ ist von Taniyama inspiriert. Aus Taniyamas Biografie wurden für die Romanfigur in etwa Geburts- und Todesjahr, die Tuberkuloseerkrankung als Jugendlicher, die Formulierung der Vermutung der Äquivalenz von L-Funktionen elliptischer Kurven und Modulformen sowie der Tod durch Suizid übernommen.

## Schriften
- mit Gorō Shimura: Kindai-teki Seisu-ron (Moderne Zahlentheorie), Kyoritsu Shuppan, 1957 (japanisch)
- mit Goro Shimura: Complex multiplication of abelian varieties and its applications to number theory. Publications of the Mathematical Society of Japan 6, Kenkyusha, Tokyo 1961 (englisch; postum)